# 마리야 리보바벨로바

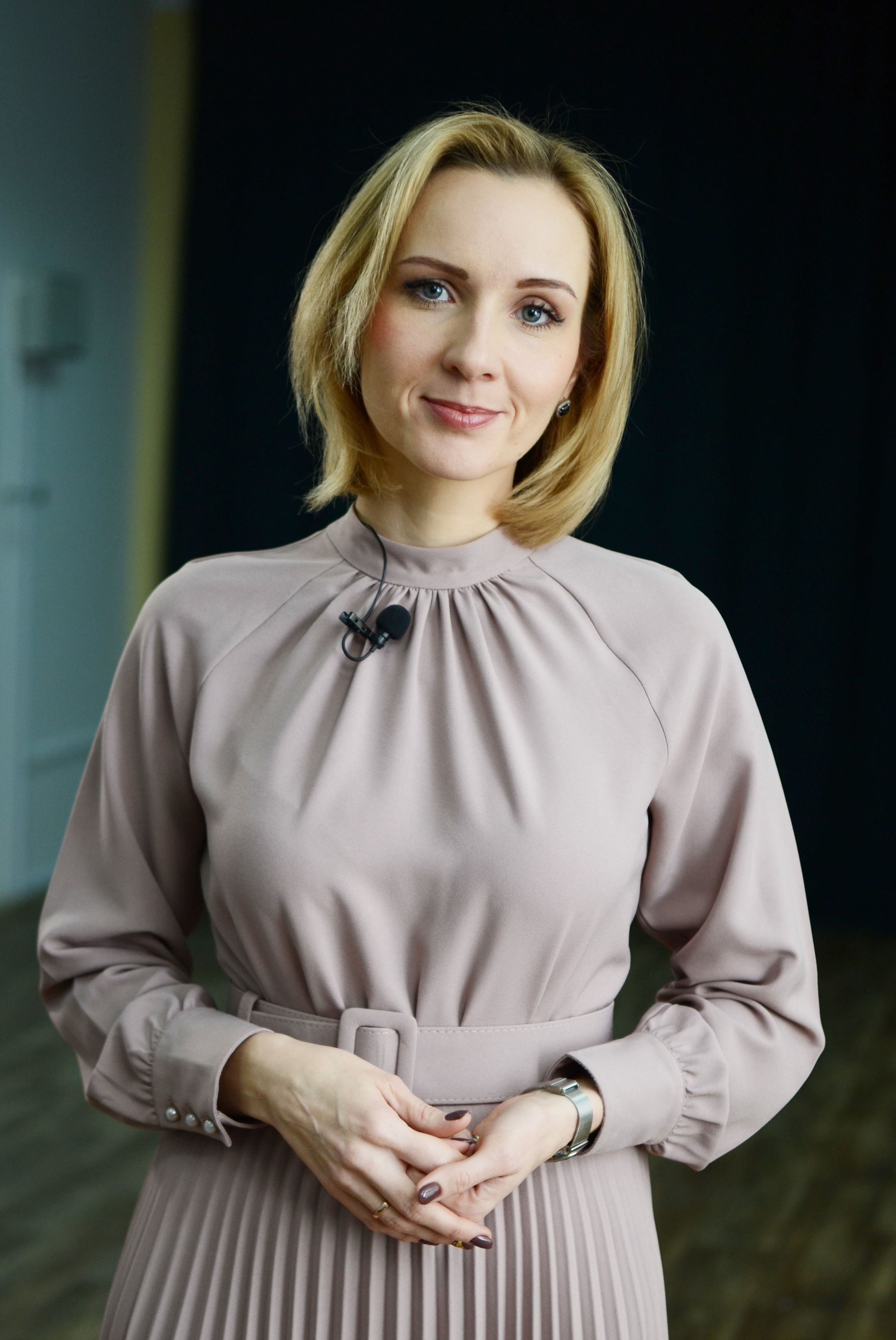
마리야 리보바벨로바

마리야 알렉세예브나 리보바벨로바(러시아어: Мария Алексеевна Львова-Белова, 1984년 10월 25일 ~ )는 러시아의 정치인이다. 그녀는 블라디미르 푸틴 러시아 대통령에 의해 임명된 2021년 10월부터 아동권리위원회 위원으로 활동해 왔다.
2023년 3월 17일, 국제형사재판소는 조사가 진행 중인 가운데 블라디미르 푸틴과 리보바벨로바에 대한 체포영장을 발부했다. 그녀의 혐의는 2022년 2월 러시아의 우크라이나 침공이 시작된 이후 우크라이나 어린이들을 러시아로 불법 추방하는 데 관여한 것과 관련이 있다.